# Орден Сантьяго да Еспада
Орден Меченосців Святого Якова (порт. Ordem Militar de Sant'Iago da Espada) — португальська гілка ордену мечоносців св. Якова, первинним завданням яких був захист від розбійницьких нападів паломників, що прямували шляхом святого Якова до святині цього апостола у Компостелі. У 1290 році португальська гілка відокремилась від кастильської; офіційно це було підтверджено папою Іоанном XXII у 1320 році. Подальша історія ордену подібна до історії інших військових орденів Португалії — Авіського й Томарського: 1789 рік — секуляризація, 1834 рік — націоналізація володінь, 1910 рік — ліквідація, 1917 рік — відродження як урядової нагороди.

## Назва
- Військовий Орден Меченосців святого Якова (порт. Ordem Militar de Sant'Iago da Espada)
- Давній, найшляхетніший і просвітлений військовий орден меченосців святого Якова, за наукові, літературні й мистецькі заслуги (порт. Antiga, Nobilíssima e Esclarecida Ordem Militar de Sant'Iago da Espada, do Mérito Científico, Literário e Artístico) — повна назва нагороди[1].

## Історія

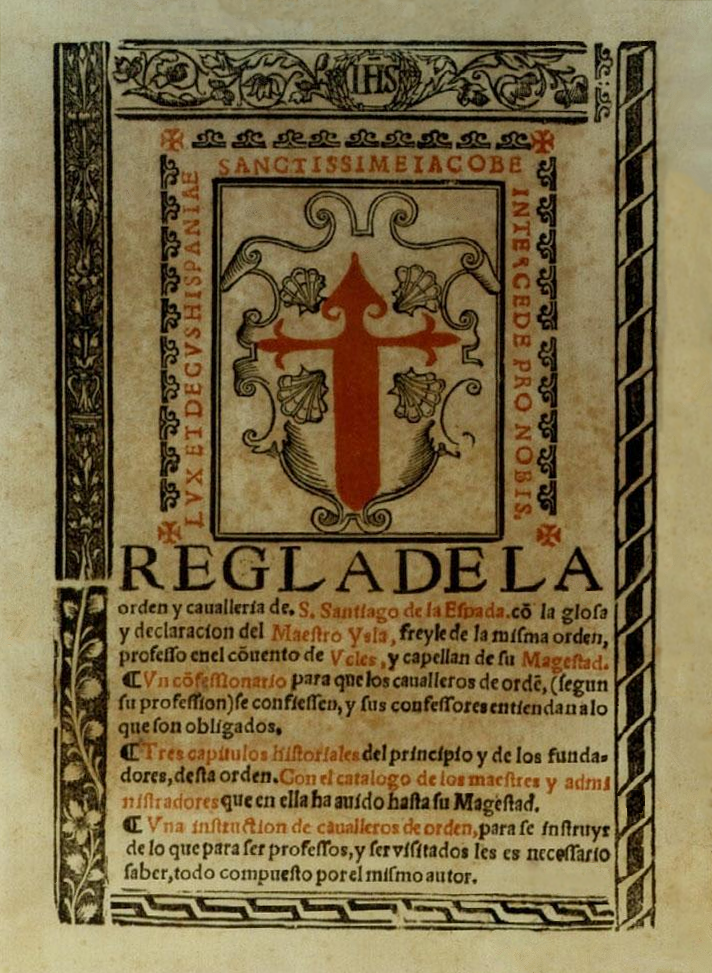
Regla de la orden y cavalleria de S. Santiago de la Espada / co(n) la glosa y declaracion del Maestro Ysla (1547).

Португальський Орден святого Якова — португальський відділ Ордену святого Якова.

### Магістри
- 1418—1442: Жуан, інфант, конетабль Португалії (з 1431), син короля Жуана І.
- 1495—1550: Жорже де Ленкаштре, інфант, бастард короля Жуана II

## Ступені
- Великий ланцюг (Grande Colar — GColSE)
- Великий хрест (Grã-Cruz — GCSE)
- Гранд-офіцер (Grande-Oficial — GOSE)
- Командор (Comendador — ComSE)
- Офіцер (Oficial — OSE)
- Кавалер / Дама (Cavaleiro / Dama — CavSE / DamSE)